# ألان دين
ألان دين (2 أبريل 1962 - )  (بالإنجليزية: Alan Dean)‏ هو لاعب كريكت بريطاني.